# Wilmshausen
Wilmshausen ist ein Stadtteil von Bensheim im südhessischen Landkreis Bergstraße.

## Geographische Lage
Der Bensheimer Stadtteil mit ungefähr 650 Einwohnern liegt im Tal der Lauter an der als Nibelungenstraße bekannten Bundesstraße 47, die durch den Ortskern verläuft. Das auch als „Tor zum Odenwald“ bekannte Wilmshausen liegt in der Nähe der Bergstraße inmitten einer Hügellandschaft zwischen dem Flechtenberg und dem Mühlberg. Die umgebende Landschaft gehört zum Geo-Naturpark Bergstraße-Odenwald. Die angrenzenden Ortschaften sind Schönberg im Westen, Hochstädten im Norden, Elmshausen im Nordosten und Gronau im Süden.
Wilmshauen ist Ausgangspunkt für viele Ausflugsmöglichkeiten und Reit- u. Wanderwege.

## Geschichte

### Von den Anfängen bis zum 18. Jahrhundert
Die erste urkundliche Nennung des Ortes erfolgte 1329 unter dem Namen Wykelmshusen [viːləms 'huːsə] in Urkundenbuch von Wüstamorbach (heute Wald-Amorbach).
Die nächste erhaltene Erwähnung erfolgte 1339 unter dem Namen Wilmelshusen, als der Pfalzgraf Rudolf II. bei Rhein, Herzog von Bayern das Wittum für Kunigunde von Brugge, Ehefrau des  Schenken Konrad V. des Jüngeren von Erbach-Erbach, genehmigte. Es betrug 2.000 Pfund Heller  und bestand aus dem vierten Teil aller Einkünfte der Burg Schönberg, sowie die jährlichen Einkünfte in den Dörfern Schönberg, Elmshausen (Elmshusen), Wilmshausen (Wilmelshusen), Reichenbach (Richenbach), Hohenstein, Mitlechtern (Mittelechter), Mittershausen (Mittershusen), Gronau (Grünowe) und Zell (Zelle). Was bedeutet, dass sich die genannten Orte in dieser Zeit als pfalzisches Lehen im Besitz der Grafen von Erbach befanden, was auch in späteren Lehensbriefen mehrfach bestätigt wurde.
Die Region des Lautertals war Bestandteil der „Mark Heppenheim“, die Karl der Große zusammen mit Heppenheim am 20. Januar 773 dem Reichskloster Lorsch schenkte.
Als nach dem Niedergang des Klosters, 1232 Kaiser Friedrich II. die Reichsabtei Lorsch dem Erzbistum Mainz und seinem Bischof Siegfried III. von Eppstein zur Reform überstellte, befand sich das Gebiet des späteren Amtes Schönberg, zu dem auch Wilmshausen gehörte, im Besitz der Pfalzgrafen. Das Dorf entstand als geschlossenes Haufendorf bei geschlossener beidseitiger Tallage.
Die Grafschaft Erbach, gehörte ab 1500 zum Fränkischen Reichskreis und die Schenken zu Erbach, wurden 1532 in den Reichsgrafenstand erhoben.
Die Hohe Gerichtsbarkeit über den Ort wurde durch die Zent Heppenheim ausgeübt, deren oberster Richter der 1267 erstmals erwähnte Burggraf auf der Starkenburg (über Heppenheim) war. Die Niedere Gerichtsbarkeit stand der Vogtei in Schönberg zu, die sie als pfälzisches Lehen besaß.
Im Zuge der Bayrischen Fehde wurden im Jahr 1504 die Burg Schönberg und das ganze Tal der Lauter durch die Truppen des hessischen Landgrafen Wilhelm verwüstet. Dieser führte als Vollzieher der gegen die Kurpfalz verhängten Reichsacht ein Feldzug gegen die Kurpfalz und seine Verbündete, zu denen auch die Grafen von Erbach zählten. Nach dem 1504 geschlossenen Waffenstillstand beklagten die Schenken zu Erbach gegen den hessischen Landgrafen Wilhelm zur Herausgabe des Schlosses. Diese Klage wurde 1507 durch Kaiser Maximilian an das Reichskammergericht verwiesen. Der Streit endete 1510 mit einem Vergleich, nach dem die Burg an die Schenken von Erbach zurückgegeben wurde, allerdings unter dem Vorbehalt ewiger Öffnung für Hessen.
Im 16. Jahrhundert hielt die Reformation auch im Odenwald Einzug und 1544 führten die Grafen von Erbach für ihre Grafschaft das lutheranische Glaubensbekenntnis ein, dem die Untertanen folgen mussten.
Wilmshausen gehörte vor der Reformation zur Pfarrei Bensheim und danach zum lutheranischen Kirchspiel Gronau.
Den großen und kleinen Zehnten in Wilmshausen erhielt die Herrschaft Erbach. Darüber hinaus besaßen diese noch Gefälle und mehrere Höfe im Ort.
Nach den Verwüstungen in der Bayrischen Fehde konnten sich die Orte im Lautertal bis zum Dreißigjährigen Krieg, der 1618 begann, erholen.
Spätestens 1622 hatte aber auch Wilmshausen unter dem Krieg zu leiden, als ligistische Truppen die Orte des Lautertals mehrfach überfielen und ausplünderten. Mitte der 1630er Jahre folgte mit dem Schwedisch-Französischen Krieg das blutigste Kapitel des Dreißigjährigen Krieges. Aus der Region berichteten die Chronisten aus jener Zeit: „Pest und Hunger wüten im Land und dezimieren die Bevölkerung, sodass die Dörfer öfters völlig leer stehen“.
Als im Jahre 1648 Friede geschlossen wurde, war die Bevölkerung in der Region auf ein Viertel geschrumpft, etliche Dörfer waren über Jahre menschenleer. Nach kurzer Friedenszeit folgten die französischen Reunionskriege, die für die Region neue Heimsuchungen brachten. Im Herbst 1696 wurde im Pfälzischen Erbfolgekrieg das Schloss Schönberg überfallen. Erst mit dem Frieden von Rijswijk, 1697, zogen sich die Franzosen hinter den Rhein zurück.
Im Jahr 1717 kam es zur Teilung des Erbacher Grafenhauses und Schloss Schönberg wurde Sitz der jüngeren Linie Erbach-Schönberg unter Graf Georg August zu Erbach-Schönberg. Dieser erhielt die Ämter Schönberg und König und der Hälfte der Herrschaft Breuberg. Die Linie Erbach-Schönberg machte die Burg zu ihrem Wohnsitz, wodurch sie ihren heutigen Schlosscharakter erhielt.

### Vom 19. Jahrhundert bis heute

#### Wilmshausen wird hessisch
Das ausgehende 18. und beginnende 19. Jahrhundert brachte Europa weitreichende Änderungen. Infolge der Napoleonischen Kriege wurde das Heilige Römische Reich (Deutscher Nation) durch den Reichsdeputationshauptschluss von 1803 neu geordnet. Dieses letzte Gesetzeswerk des alten Reiches setzte Bestimmungen des Friedens von Luneville um und leitete das Ende des alten Reiches ein.
Unter Druck Napoléons gründete sich 1806 der Rheinbund, dies geschah mit dem gleichzeitigen Reichsaustritt der Mitgliedsterritorien.
Dies führte am 6. August 1806 zur Niederlegung der Reichskrone, womit das alte Reich aufhörte zu bestehen.
Am 14. August 1806 erhob Napoleon die Landgrafschaft Hessen-Darmstadt, gegen den Beitritt zum Rheinbund und Stellung hoher Militärkontingente an Frankreich, zum Großherzogtum, andernfalls drohte er mit Invasion.
Durch die Rheinbundakte wurde die Grafschaft Erbach mediatisiert und zum größten Teil in das neu gegründete Großherzogtum Hessen eingegliedert, dazu gehörte auch das „Amt Schönberg“. Das Amt blieb vorerst als standesherrschaftliches Amt erhalten.
Bereits am 9. Dezember 1803 wurde durch eine Ausführungsverordnung das Gerichtswesen in der Landgrafschaft Hessen-Darmstadt neu organisiert.
Für das Fürstentum Starkenburg wurde das „Hofgericht Darmstadt“ als Gericht der zweiten Instanz eingerichtet. Die Rechtsprechung der ersten Instanz wurde durch die Ämter bzw. Standesherren vorgenommen. Das Hofgericht war für normale bürgerliche Streitsachen Gericht der zweiten Instanz, für standesherrliche Familienrechtssachen und Kriminalfälle die erste Instanz. Übergeordnet war das Oberappellationsgericht Darmstadt.
Damit hatten die Zente und die mit ihnen verbundenen Zentgerichte endgültig ihre Funktion eingebüßt. Die Bestimmungen galten auch im 1806 gegründeten Großherzogtum Hessen.
Nach der endgültigen Niederlage Napoléons regelte der Wiener Kongress 1814/15 auch die territorialen Verhältnisse für Hessen und die Zugehörigkeit der Grafschaft Erbach zum „Fürstentum Starkenburg“ des Großherzogtums Hessen bestätigt. Daraufhin wurden 1816 im Großherzogtum Provinzen gebildet und dabei das vorher als „Fürstentum Starkenburg“ bezeichnete Gebiet in „Provinz Starkenburg“ umbenannt.
Im Jahr 1814 wurde die Leibeigenschaft im Großherzogtum aufgehoben und es erhielt mit der am 17. Dezember 1820 eingeführten Verfassung des Großherzogtums Hessen eine konstitutionelle Monarchie, in der der Großherzog aber noch große Machtbefugnisse hatte. Die noch bestehenden standesherrlichen Rechte wie Niedere Gerichtsbarkeit, Zehnten, Grundzinsen und andere Gefälle blieben aber teilweise noch bis 1848 bestehen.
1821/22 wurden im Rahmen einer umfassenden Verwaltungsreform die Amtsvogteien in den Provinzen Starkenburg und Oberhessen des Großherzogtums aufgelöst und Landratsbezirke eingeführt, wobei 1822 das Amt Schönberg dem Landratsbezirk Lindenfels zugeteilt wurde. Im Rahmen dieser Reform wurden auch Landgerichte geschaffen, die jetzt unabhängig von der Verwaltung waren. Die Landgerichtsbezirke entsprachen in ihrem Umfang den Landratsbezirken und für den Landratsbezirk Lindenfels war das Landgericht Fürth als Gericht erster Instanz zuständig. Für das Amt Schönberg wurde die Niedere Gerichtsbarkeit im Namen der Standesherren durch den Landrat ausgeübt. Erst 1826 gingen alle Funktionen des ehemaligen standesherrschaftlichen Amts Schönberg an die Landesinstitutionen über. Diese Reform ordnete auch die Administrative Verwaltung auf Gemeindeebene. So war die Bürgermeisterei in Elmshausen auch für Wilmshausen  zuständig.
Entsprechend der Gemeindeverordnung vom 30. Juni 1821 gab es keine Einsetzungen von Schultheißen mehr, sondern einen gewählten Ortsvorstand, der sich aus Bürgermeister, Beigeordneten und Gemeinderat zusammensetzte.
Die Statistisch-topographisch-historische Beschreibung des Großherzogthums Hessen berichtet 1829 über Wilmshausen:

„Wilmshausen (L. Bez. Lindenfels) luth. Filialdorf; auch Wilhelmshausen; liegt 2½ St. von Lindenfels an dem Lauter- oder Ziegelbach und gehört dem Grafen von Erbach-Schönberg. Der Ort hat 15 Häuser und 103 luth. Einw. - Hier befindet sich 1 Papier- und 1 Mahlmühle. Wilmshausen kam 1806 unter Hess. Hoheit.“

1832 wurden die Verwaltungseinheiten weiter vergrößert und es wurden Kreise geschaffen. Nach der am 20. August 1832 bekanntgegebenen Neugliederung sollte es in Süd-Starkenburg künftig nur noch die Kreise Bensheim und Lindenfels geben; der Landratsbezirk von Heppenheim sollte in den Kreis Bensheim fallen. Noch vor dem Inkrafttreten der Verordnung zum 15. Oktober 1832 wurde diese aber dahingehend revidiert, dass statt des Kreises Lindenfels neben dem Kreis Bensheim, der Kreis Heppenheim als zweiter Kreis gebildet wurde, zu dem jetzt Wilmshausen gehörte.
Mit der Grossherzoglichen Regierungsverordnung Nr. 37 vom 31. Dezember 1839 wurde mit Wirkung zum 15. Januar 1840 Wilmshausen dem Kreis Bensheim zugeschlagen. Darin wurde weitere Orte des Zeller- und Schönberger-Tals vom Kreis Heppenheim getrennt und dem Kreis Bensheim angegliedert.
1842 wurde das Steuersystem im Großherzogtum reformiert und der Zehnte und die Grundrenten (Einnahmen aus Grundbesitz) wurden durch ein Steuersystem ersetzt, wie es in den Grundzügen heute noch existiert.
Ab 1839 wurde die Nibelungenstraße von Bensheim ins Lautertal bis Lindenfels ausgebaut und damit ein wichtiger Betrag zur Verbesserung der Infrastruktur des vorderen Odenwaldes geschaffen. Eine weitere Verbesserung wurde 1846 durch die Eröffnung der Main-Neckar-Bahn erreicht, die Bensheim zunächst mit Langen, Darmstadt und Heppenheim verband und wenig später vollendet wurde.
Im Neuestes und gründlichstes alphabetisches Lexicon der sämmtlichen Ortschaften der deutschen Bundesstaaten von 1845 finden sich folgender Eintrag:

„Wilmshausen bei Lindenfels. — Dorf, zur evangel. Pfarrei Gronau, resp. katholischen Pfarrei Bensheim gehörig. - 15 H. 103 lutherische E. — Großherzogthum Hessen. — Provinz Starkenburg. — Kreis Bensheim. — Landgericht Zwingenberg. — Hofgericht  Darmstadt. — Das Dorf Wilmshausen oder Wilhelmshausen, am Lauter- oder Ziegelbach gelegen, gehört zu der Standesherrschaft des Grafen von Erbach-Schönberg, hat 1 Papier- und 1 Mahlmühle und ist im J. 1806 der Souveränität des Großherzogs von Hessen unterworfen worden.“

Infolge der Märzrevolution 1848 wurden mit dem „Gesetz über die Verhältnisse der Standesherren und adeligen Gerichtsherren“ vom 15. April 1848 die standesherrlichen Sonderrechte endgültig aufgehoben.
Darüber hinaus wurden in den Provinzen, die Kreise und die Landratsbezirke des Großherzogtums am 31. Juli 1848 abgeschafft und durch „Regierungsbezirke“ ersetzt, wobei die bisherigen Kreise Bensheim und Heppenheim zum Regierungsbezirk Heppenheim vereinigt wurden. Bereits vier Jahre später, im Laufe der Reaktionsära, kehrte man aber zur Einteilung in Kreise zurück und Wilmshausen wurde wieder Teil des Kreises Bensheim.
Die im Dezember 1852 aufgenommenen Bevölkerungs- und Katasterlisten ergaben für Wilmshausen: Lutherisches Filialdorf mit 144 Einwohnern. Dazu gehört der Falkische Hof bei Schönberg.
Die Gemarkung besteht aus 505 Morgen, davon 337 Morgen Ackerland, 45 Morgen Wiesen und 90 Morgen Wald.
In den Statistiken des Großherzogtums Hessen werden, bezogen auf Dezember 1867, für das Filialdorf Wilmshausen mit der Bürgermeisterei in Elmshausen, 21 Häuser, 133 Einwohnern, der Kreis Bensheim, das Landgericht Zwingenberg, die evangelische Pfarrei Gronau mit dem Dekanat in Lindenfels und die katholische Pfarrei Bensheim des Dekanats Bensheim, angegeben. Zur Gemeinde gehörten noch der Falkische Hof bei Schönberg (1 Haus, 13 Einw.) und die Mass- oder Link'sche Mühle (1 Haus, 5 Einw.). Die Gemeinden Wilmshausen und Elmshausen bildeten eine gemeinsame Gemarkung.
Das zuständige Steuerkommissariat war Zwingenberg der Destriktseinnehmerei Bensheim und Obereinnehmerei Bensheim. Die Dominalienverwaltung bestand aus dem Rentamt Lindenfels, dem Forstamt Jugenheim mit der Oberförsterei Zwingenberg.

#### Neuere Geschichte
Im Jahr 1900 wurden für die beiden Schwestergemeinden die Einwohnerzahl mit 797 für Elmshausen und 223 für Wilmshausen gezählt. Um die Jahre 1907/1910 wurde Wilmshausen dann als Ortsteil nach Elmshausen eingegliedert.
Die gemeinsame Geschichte und Verwaltung mit Elmshausen hatte bis zur Gebietsreform in Hessen bestand.
Im Zuge der Gebietsreform trennten sich die Wege von Wilmshausen und Elmshausen wegen der unterschiedlichen Interessenlage wieder. Am 31. Dezember 1971 wurde Wilmshausen nach Bensheim eingegliedert, während Elmshausen ein Ortsteil der Gemeinde Lautertal wurde. Für Wilmshausen ein Ortsbezirk mit Ortsbeirat und Ortsvorsteher nach der Hessischen Gemeindeordnung eingerichtet.
In den Jahren 1984 und 1993 belegte der Ort beim Wettbewerb Unser Dorf soll schöner werden innerhalb Hessens den dritten bzw. vierte Rang und 1998 die Silbermedaille auf Bundesebene.

### Gerichte in Hessen
Zuständige Gerichtsbarkeit war ab der Zugehörigkeit zu Hessen bis 1822 das standesherrliche Amt Schönberg. Von 1822 bis 1826 gehörte Gronau zum Landgerichtsbezirk Schönberg, in dem die Niedere Gerichtsbarkeit durch den Landrat im Namen des Standesherren ausgeübt wurde. Ab 1826 wurde diese Funktionen dem Landgericht Fürth zugeschlagen. Wilmshausen wurde dort im Zuge der Zuweisung zum Kreis Bensheim 1839 wieder ausgegliedert und kam zum Landgericht Zwingenberg.
Anlässlich der Einführung des Gerichtsverfassungsgesetzes mit Wirkung vom 1. Oktober 1879 wurden die bisherigen großherzoglich hessischen Landgerichte durch Amtsgerichte an gleicher Stelle ersetzt, während die neu geschaffenen Landgerichte als Obergerichte fungierten. Dadurch war nun das Amtsgericht Zwingenberg im Bezirk des Landgerichts Darmstadt zuständig.
Zum 1. Mai 1902 wurde das Amtsgericht Bensheim neu errichtet und die Orte Bensheim, Elmshausen, Gadernheim, Gronau, Lautern, Raidelbach, Reichenbach, Schönberg, Wilmshausen und Zell bildeten den neuen Gerichtsbezirk.

### Verwaltungsgeschichte im Überblick
Die folgende Liste zeigt die Staaten und Verwaltungseinheiten, denen Wilmshausen angehört(e):
- vor 1717: Heiliges Römisches Reich, Grafschaft Erbach, Amt Schönberg
- ab 1717: Heiliges Römisches Reich, Grafschaft Erbach-Schönberg (Anteil an der Grafschaft Erbach), Amt Schönberg
- ab 1806: Großherzogtum Hessen,[Anm. 2] Fürstentum Starkenburg, Amt Schönberg (zur Standesherrschaft Erbach gehörig)
- ab 1815: Großherzogtum Hessen, Provinz Starkenburg, Amt Schönberg (zur Standesherrschaft Erbach gehörig)
- ab 1821: Großherzogtum Hessen, Provinz Starkenburg, Landratsbezirk Lindenfels[Anm. 3]
- ab 1832: Großherzogtum Hessen, Provinz Starkenburg, Kreis Heppenheim
- ab 1840: Großherzogtum Hessen, Provinz Starkenburg, Kreis Bensheim
- ab 1848: Großherzogtum Hessen, Regierungsbezirk Heppenheim
- ab 1852: Großherzogtum Hessen, Provinz Starkenburg, Kreis Bensheim
- ab 1871: Deutsches Reich,[Anm. 4] Großherzogtum Hessen, Provinz Starkenburg, Kreis Bensheim
- ab 1918: Deutsches Reich, Volksstaat Hessen,[Anm. 5] Provinz Starkenburg, Kreis Bensheim
- ab 1938: Deutsches Reich, Volksstaat Hessen, Landkreis Bergstraße[27][Anm. 6]
- ab 1945: Amerikanische Besatzungszone,[Anm. 7] Groß-Hessen, Regierungsbezirk Darmstadt, Landkreis Bergstraße
- ab 1946: Amerikanische Besatzungszone, Land Hessen, Regierungsbezirk Darmstadt, Landkreis Bergstraße
- ab 1949: Bundesrepublik Deutschland, Land Hessen, Regierungsbezirk Darmstadt, Landkreis Bergstraße
- ab 1972: Bundesrepublik Deutschland, Land Hessen, Regierungsbezirk Darmstadt, Landkreis Bergstraße, Stadt Bensheim[Anm. 8]

## Bevölkerung

### Einwohnerstruktur 2011
Nach den Erhebungen des Zensus 2011 lebten am Stichtag dem 9. Mai 2011 in Wilmshausen 633 Einwohner. Darunter waren 30 (4,7 %) Ausländer.
Nach dem Lebensalter waren 105 Einwohner unter 18 Jahren, 155 waren zwischen 18 und 49, 132 zwischen 50 und 64 und 141 Einwohner waren älter.
Die Einwohner lebten in 279 Haushalten. Davon waren 81 Singlehaushalte, 87 Paare ohne Kinder und 81 Paare mit Kindern, sowie 21 Alleinerziehende und 12 Wohngemeinschaften. In 66 Haushalten lebten ausschließlich Senioren und in 183 Haushaltungen leben keine Senioren.

### Einwohnerentwicklung
Quelle: Stadt Bensheim
- 1829: 103 Einwohner, 15 Häuser[10]
- 1867: 151 Einwohner, 23 Häuser[30]
- 1970: 953 Einwohner[24]
- 2007: 684 Einwohner
- 2010: 650 Einwohner
- 2011: 633 Einwohner (Zensus 2011)[28]
- 2015: 658 Einwohner
- 2019: 692 Einwohner
- 2023: 691 Einwohner[1]

## Politik
Für Wilmshausen besteht ein Ortsbezirk (Gebiete der ehemaligen Gemeinde Wilmshausen) mit Ortsbeirat und Ortsvorsteher nach der Hessischen Gemeindeordnung.
Der Ortsbeirat besteht aus sieben Mitgliedern. Seit den Kommunalwahlen in Hessen 2021 gehören ihm sieben Mitglieder der „Wählergemeinschaft Wilmshausen“ (WgW) an. Die Wahlbeteiligung zum Ortsbeirat betrug 56,11 %. Der Ortsbeirat wählte Tobias Kindinger (WgW) zum Ortsvorsteher.

## Sehenswürdigkeiten und Kultur
- Jährlich wiederkehrend findet zweiten Wochenende im Juli die Rosenkerb mit der traditionell vorgetragenen Kerweredd (Mundart für Kirchweih-Rede) statt. Diese Veranstaltung auf dem Dorfplatz begeistert Jung und Alt gleichermaßen und hat auch in der Umgebung einen hohen Bekanntheitsgrad.
- Am zweiten Samstag im Juni wird traditionell das „Dorfplatzfest“ gefeiert. Hier gibt es abwechselnd Spezialitäten wir Rollbraten o. ä. Veranstalter ist die SPD Wilmshausen.
- Hierdurch wird die jährlich wiederkehrende Nikolausfeier für die Kinder Ortsteil finanziert.
- Weitere Attraktionen des beschaulichen Örtchens sind das Ostereiersuchen mit Eierweitwurf des Kultur- und Verschönerungsvereins Wilmshausen am Ostermontag und das „Mühlbergfest“ der Freiwilligen Feuerwehr Wilmshausen am dritten Augustwochenende.
- Für die Weihnachtsbaumaktion 2009 auf dem Marktplatz (Bensheim), wurde die Tanne in Wilmshausen gefällt und über die Bundesstraße 47 transportiert. Die Besonderheit der Aktion beruht auf den Maßen der Tanne: 23,70 m hoch, Stammumfang 2,80 m und dementsprechend schwer. Organisiert wurde die Aktion von dem Verein Bensheim Aktiv.[33]
- Eine Reihe von Gebäuden steht unter Denkmalschutz. Siehe dazu Liste der Kulturdenkmäler in Wilmshausen.

## Infrastruktur
Bensheim-Wilmshausen verfügt zusammen mit Schönberg seit 1982 über ein eigenes Gemeinschaftshaus am westlichen Ortseingang von Wilmshausen.
Die Ortschaft liegt im Schulzuständigkeitsbezirk der Mittelpunktschule (MPS) Gadernheim. Bis zur 4. Klasse gehen die Kinder in die Grundschule nach Elmshausen. In Wilmshausen befindet sich die Kindertagesstätte „Leuchtturm“. Durch die Bundesstraße 47 existieren sehr gute Verbindungen an den öffentlichen Nahverkehr. Mitten im alten Ortskern befindet sich zudem ein großer Reiterhof.